# What Will the Neighbours Say?
What Will the Neighbours Say? är ett musikalbum med den brittiska tjejgruppen Girls Aloud, utgivet den 29 november 2004.

## Låtförteckning
1. The Show
2. Love Machine
3. I'll Stand By You
4. Jump
5. Wake Me Up
6. Deadlines & Diets
7. Big Brother
8. Hear Me Out
9. Graffiti My Soul
10. Real Life
11. Here We Go
12. Thank Me Daddy
13. I Say a Prayer for You (bonusspår)
14. 100 Different Ways (bonusspår)